# Фраат II од Партије
Фраат II (грч. Φραάτης, пар. 𐭐𐭓𐭇𐭕 Frahāt; Ниса, око 147. п. н. е. — Бактрија, 127. п. н. е.) је био краљ Партије од око 138/132. п. н. е. до око 127. п. н. е. Владавину су му је обележили ратови против знатно ослабљеног Селеукидског царства и скитских номада са циљем очувања великих тековина која му је оставио отац Митридат I. У бици против Скита је и погинуо.

## Биографија
Фраат се родио у Ниси око 147. п. н. е. као син партског краља Митридата I и његове супруге Рину. Оца је наследио на престолу 138. п. н. е. или 132. п. н. е. У том тренутку Партско царство је већ било завладало свим селеукидским поседима источно од Тигра.
Почетком своје владавине, Фраат је био заузет ратом против Тохараца на североистоку. Користећи његову заузетост, селеукидски краљ Антиох VII Сидет покушао је 130. п. н. е. да поврати изгубљене територије свог царства. У три битке Антиох је успео да победи партску војску и освоји Вавилонију и Медију, на шта му је Фраат понудио мир. Како су Антиохови мировни услови, услед тражења да се Партско царство врати у своје првобитне оквире и плаћања велике одштете били практично немогући, рат је настављен. Нашавши се у тешкој ситуацији, Фраат је 129. п. н. е. ослободио Антиоховог брата, бившег краља Деметрија II, који је десет година био у заробљеништву у Партији, надајући се да ће двојица браће ступити у грађански рат. Крајем исте године, Антиох се утаборио у са војском у Екбатани. Над локалним становништвом вршена су насиља, а истовремено захтевано је да исто издржава његову војску, што је селеукидској војсци само створило нове непријатље. Користећи ову Антиохову неспретну безобзирност, Фраат га је напао и над њим однео велику победу у бици код Екбатане. Сам селеукидски краљ је погинуо у бици, а његова војска је потиснута све до Еуфрата, чиме је Селеукидско царство заувек изгубило власт над Персијом. Могуће да је победи помогла издаја Антиоховог вазала Јована Хиркана, владара Јудеје, који је могао тајно преговарати са Фраатом, који је имао много јеврејских поданика. Партски краљ је био спреман да настави рат против Селеукида, али се морао повући услед најезде скитских народа. Могуће је да је услед тог прекида непријатељстава и дозволио Антиоху VII краљевски погреб и повратак његовог тела у сребрном ковчегу. Такође, оженио се и кћерком Деметрија II, Лаодиком, надајући се да ће тим браком стећи већи утицај у Сирији, на коју је била сведена селеукидска држава.
Фраат је Ските позвао у помоћ против Антиоха, али они су стигли тек кад се рат завршио. Пошто нису дошли на време, није им била понуђена награда која би их задовољила. Незадовољни понашањем Парћана према њима, почели су да пустоше њихове земље. Као последица тога, Фраат је кренуо са војском против њих, а у свом одсуству оставио је свог пријатеља Химера, гувернера Вавилоније, да управља царством. Химер се није показао као добар избор, изазвавши велико незадовољством својом окрутношћу. Фраат је у рат против Скита повео и заробљене грчке селеукидске војнике. У бици са Скитима у Бактрији највероватније 127. п. н. е. Грци су у најодлучнији час прешли на непријатељску страну. Парћанска војска је била потпуно поражена, а Фраат је погинуо. Партски престо наследио је Фраатов стриц Артабан.
Попут свог оца, Фраат је себе називао Филхеленом, што је био политички чин учињен да односи са бројним покореним грчким или хеленизованим становништвом буду пријатељски. Остале очеве титуле које је преузео и користио биле су „шаханшах” и „чији је отац Бог”. Услед сталних ратова, модификовао је очеву титулу „Великог краља Арсака”, узету у част оснивача државе Арсака I, у „Велики краљ Арсак Победоносац” (грч. ΒΑΣΙΛΕΩΣ ΜΕΓΑΛΟΥ ΑΡΣΑΚΟΥ ΝΙΚΗΦΟΡΟΥ).